# Federico Chaves
Federico Chaves Careaga (Paraguarí, 15 de febrero de 1881-Asunción, 24 de abril de 1978) fue un político y diplomático paraguayo que ejerció como 40.º presidente del Paraguay desde el 11 de septiembre de 1949 al 8 de mayo de 1954. En gobiernos anteriores había ocupado diversas carteras de estado, representando al sector "democrático" del Partido Colorado, del cual era uno de los líderes más importantes. 
Asumió la presidencia reemplazando a Felipe Molas López en dicho cargo tras haber sido propuesto por la Junta de Gobierno del Partido Colorado en septiembre de 1949. Asumió primero como presidente provisional desde 1949 hasta 1953, para luego constitucionalizar su presidencia por el período 1953-1958, el cual fue culminado por Alfredo Stroessner. Fue un reconocido político del Partido Colorado que influyó en importantes decisiones a finales de la década de 1940. 
Estudió Derecho pero no culminó sus estudios de abogacía; Fue embajador, Canciller y ministro de Obras Públicas durante el gobierno de Higinio Morínigo producto del acuerdo colorado-febrerista. El 11 de septiembre de 1949 se hizo cargo de la presidencia de la República de manera provisoria. Se presentó como candidato único a las elecciones generales de 1953, de la cual salió constitucionalmente electo y juramentado el 15 de agosto de 1953. No logró culminar dicho período, ya que fue defenestrado el 4 de mayo de 1954. 
Llevó a cabo una política de gobierno nacionalista y de reformas sociales y económicas en contra de la opinión del Fondo Monetario Internacional. Finalmente en 1954, fue derrocado en un golpe militar, siendo sucedido por el presidente del Partido Colorado, Tomás Romero Pereira. Stroessner fue uno de los hombres fuertes del gobierno de Chaves, ya que fue su Comandante en Jefe desde 1951. Romero Pereira entregó el poder al general Alfredo Stroessner, quien desde luego instauraría una larga dictadura que duró hasta 1989.
Federico Chaves constituye el último civil colorado electo previo a los gobiernos militares que le seguirían, su período fue uno de los más extensos en comparación con sus recientes predecesores llegando a durar cuatro años, 7 meses y 23 días. Una vez depuesto del poder, Chaves aceptó el ofrecimiento de Stroessner de servir en misiones diplomáticas al Paraguay en países como Francia o España, para finalmente fallecer ya casi centenario en Asunción el 24 de abril de 1978.

## Biografía
Federico Chaves Careaga nació el 15 de febrero de 1881 en la ciudad de Paraguarí, Departamento de Paraguarí. Hijo de Federico Chaves, inmigrante portugués y de Felicia Careaga, oriunda del Departamento del Guairá. Hermano de Francisco C. Chaves, importante jurista y reconocido diplomático y de Manuel W. Chaves, educador.
Egresa oficialmente del Bachillerato en Ciencias y Letras el 9 de junio de 1903, realizó dichos estudios secundarios en Colegio Nacional de la Capital. A pesar de aprobar solo hasta el quinto curso del bachiller, realizó diversas labores relacionadas con el ámbito jurídico. Había ejercido el magisterio de joven, realizando labor de enseñanza en ámbitos de la secundaria en la Escuela Normal. 
Realizó labores en la administración pública a inicios del siglo XX, a mediados de 1904 ocupó el cargo de secretario de la Municipalidad de Asunción, momento en que sube a ocupar la sub-intendencia. En aquellos años se lo designa como fiscal referente al crimen, posteriormente logró ejercer el cargo de juez de primera instancia de la Capital. 
Federico Chaves Careaga contrae matrimonio con Escolástica Patiño, en su matrimonio logra concebir a María Elena Chaves, quien a su vez contrajo matrimonio con Pedro De Felice. Fuera de su matrimonio Federico Chaves tuvo un hijo, Carlos Andrés Chaves, matrimoniado con María Ester Bareiro. Es importante resaltar que su esposa, la entonces primera dama Escolástica Patiño falleció el 5 de junio de 1953, convirtiéndose en la segunda primera dama paraguaya de toda la historia en fallecer mientras su esposo ejerce la presidencia de la república. Sin embargo, Chaves mantenía una relación paralela con la también viuda Isabel Lezcano González vda. de Vallejo, quien era una de las personas más poderosas dentro del gabinete de Chaves, incluso, en los últimos años de la administración de Federico Chaves, muchos consideraban que su amante ejercía mayor influencia que el propio Chaves.

## Incursión política
Federico Chaves se afilió en 1930 a la Asociación Nacional Republicana (ANR). Su protagonismo dentro de la mencionada agrupación política comenzaría a inicios de la década de 1940, cuando los liberales, al morir el presidente José Félix Estigarribia, y asumir la presidencia Higinio Morínigo, perdieron el importante espacio político que significaba la presidencia. Al comienzo de su gobierno Higinio Morínigo se negó a dar participación a los partidos políticos en el gobierno, manteniendo senda fidelidad a sus camaradas.
Pero finalmente, Morínigo fue recibiendo tímidos apoyos por parte de los colorados, lo que le valió a estos ocupar algunos cargos ministeriales durante su administración., pero dicha integración colorada al gabinete se dio finalmente el 24 de julio de 1946, cuando se firmó un acuerdo político entre militares, febreristas y colorados de modo a integrar un gabinete de coalición. No obstante, la lucha interna entre ambos partidos era evidente. En el seno del Partido Colorado los principales movimientos antagónicos estaban constituidos por los “Guiones Rojos” representados por Juan Natalicio González y los “Democráticos” cuyas huestes eran representadas por Federico Chaves.
La principal rivalidad entre ambos líderes se debió a las mutuas intenciones de copar la mayor cantidad de ministerios posibles. Los más cercanos a Morínigo eran los “Guiones Rojos” quienes poseían mayores ministerios que los “Democráticos”, quienes solamente contaban con Federico Chaves quien fuera nombrado Ministro de Obras Públicas y Comunicaciones desde el 25 de agosto de 1946 hasta el 13 de enero de 1947. Chaves era constantemente opacado por la proximidad de Natalicio hacia Morínigo. La rivalidad entre ambos llegó incluso hasta fines de la presidencia de Morínigo. 
A pesar de su notada rivalidad con Natalicio González, Chaves tenía importantes puestos copados por los “Democráticos” en el seno de la Junta de Gobierno del Partido Colorado, quienes trataban de equilibrar las fuerzas del partido, de modo a obtener paridad de poder en el gobierno. Al iniciarse la incursión total de los colorados al poder, Chaves renunció a la cartera de Obras Públicas para asumir como Canciller.
Terminada la guerra civil del 47, Chaves se aleja del gabinete de Morínigo, con intenciones de prepararse para las elecciones presidenciales de febrero de 1948.

### Rivalidad entre Natalicio y Federico
Al iniciarse el nuevo año electoral de 1948, los principales candidatos a ejercer la presidencia eran el guionista Juan Natalicio González y el democrático Federico Chaves, ambos colorados. El apriete que existía por parte de las huestes de los “Guiones Rojos” hacia los seguidores de Chaves, a tal punto que hasta la policía Moriniguista los detenía por cualquier sospecha de causar incidentes en las convenciones coloradas. En noviembre de 1947, tras la convención partidaria celebrada en el Teatro Municipal y en la que menudearon los atropellos de turbas al servicio de los “Guiones Rojos”, el amigo y aliado de Morínigo fue ungido candidato por el Partido Colorado a presidente de la República. 
En la convención de noviembre de 1947, a pesar de que eran mayoría, las huestes de Federico Chaves fueron totalmente rebasadas por la ferocidad y brutalidad de los “Guiones Rojos”. La sesión comenzó el día 16 y culminó el 18. El 17 se eligió al presidente de la asamblea y ganó el representante “Democrático” por 77 votos contra 75. Tras conocer el resultado, violentos guionistas que coparon esa noche la sede convencional, apedrearon a los democráticos dentro del recinto del Teatro Municipal hasta hacer que estos huyeran del lugar. Una vez sin oposición, los guionistas toman la directiva de la sesión y finalmente sin votos chavistas y proclaman a Natalicio candidato presidencial por la Asociación Nacional Republicana.
Finalmente en las elecciones de febrero de 1948, González ganaba la puja por la presidencia y ganó las elecciones a Chaves, lo que evidentemente no fue del agrado de los “Democráticos”.
El 20 de abril de 1948 fracasa un intento de golpe de Estado de los “Democráticos” con la intención de derrocar a Morínigo y Natalicio González. En dicho intento de golpe, fue ultimado el mayor José Vicente González, en la Caballería. El 3 de junio de 1948 los propios adherentes de Natalicio González quienes le solicitan su renuncia mediante golpe de Estado a su otrora aliado político Higinio Morínigo, asume como presidente provisional el Dr. Juan Manuel Frutos.
El 15 de agosto de 1948 es juramentado oficialmente Juan Natalicio González como presidente, durante su administración Federico Chaves debió exiliarse al ser uno de los principales oponentes a la persona de Natalicio, muchos de los intentos de golpe de Estado Natalicio logró neutralizarlos, pero el golpe del 29 de enero de 1949 en complicidad con militares ofuscados con González, lograron obligar al presidente a firmar su renuncia y finalmente Federico Chaves retorna al país, encontrándose la República  en una situación anárquica.

### Llegada a la presidencia
Una vez defenestrado Juan Natalicio González, asume la presidencia provisional Raimundo Rolón, quien la ejerció por un efímero tiempo desde el 30 de enero de 1949 al 26 de febrero de 1949 pues ese 26, Molas López y Chaves en contubernio con militares afines a ellos, decidieron acabar con la presidencia de Rolón, obligándolo a él y a varios de sus ministros a renunciar. 
Finalmente, el 26 de febrero de 1949, Felipe Molas López fue designado presidente provisional por el Congreso paraguayo. Molas López consolidó su presidencia al llamar a elecciones generales en abril de ese mismo año. Chaves durante la presidencia de su viejo amigo de conspiraciones, ejerció el cargo de canciller, hasta que Molas López comenzó a generar molestias dentro mismo de la Junta de Gobierno del Partido Colorado, por lo que esta le solicitó a Molas López su renuncia y finalmente el 11 de septiembre de 1949 dejaba de ejercer el cargo de presidente de la República del Paraguay. Federico Chaves fue designado por el entonces Congreso paraguayo como nuevo presidente provisional de la República desde el 11 de septiembre de 1949.

## Canciller del Paraguay

### Gobierno de Higinio Morínigo
Federico Chaves asumió la cartera de Relaciones Exteriores y Culto desde el 13 de enero de 1947 al 23 de noviembre de 1947. Su labor diplomática durante la guerra civil fue fundamental, ya que gracias a su contacto estrecho con los gobiernos de EE.UU y la Argentina, el gobierno paraguayo pudo ser abastecido tanto financiera como militarmente por ambos gobiernos. Algunos gobiernos de la región, entre ellos Uruguay, desaprobaban los abusos militares por parte de las fuerzas leales a Morínigo contra los opositores.
Dicho rechazo generó que Uruguay rompiera las relaciones diplomáticas con el Paraguay, retirando su embajada de Asunción. Sin embargo, la política militarista y anticomunista de Morínigo, mereció el apoyo por parte del gobierno del Gral. Juan Domingo Perón y también la anuencia del gobierno americano. Chaves debió negociar vía diplomática con estos gobiernos de modo a que puedan colaborar con la causa oficialista y de esa manera acabar con el conflicto de los insurgentes. Una vez culminada la guerra civil a favor de los oficialistas, Chaves cesó en el ministerio de Relaciones Exteriores y Culto de modo a dedicarse a su candidatura para las presidenciales de 1948.

### Gobierno de Felipe Molas López
Al asumir Felipe Molas López la presidencia, este nombró como Ministro de Relaciones Exteriores y Culto a Federico Chaves, su cómplice en las revueltas posteriores al gobierno de Morínigo, el 27 de febrero de 1949, quien en su segunda oportunidad como canciller inició nuevamente las conversaciones con el gobierno de Uruguay, de modo a restablecer los lazos perdidos en 1947. Finalmente Chaves cumplió de manera normal sus funciones como canciller, hasta que le cupo reemplazar al presidente saliente Felipe Molas López el 11 de septiembre de 1949.

## Presidencia

### Presidencia provisional
El día 11 de septiembre de 1949, fecha fundacional del Partido Colorado, al renunciar Felipe Molas López, asume la presidencia provisional de la República don Federico Chaves, estableciendo ese mismo día su gabinete. Una de sus primeras medidas fue la intención de “pacificar espiritualmente la nación”. El gobierno de Chaves afronta situaciones de corruptela. El racionamiento de los artículos esenciales constituía un renglón para que caudillos y aprovechados hicieran negocio. El gobierno Chavista comenzaría a desprestigiarse al haberse acrecentado los casos de corrupción en torno a funcionarios estatales. Dos meses después de asumir la presidencia decide convocar a nuevas elecciones presidenciales, las cuales se llevaron a cabo en julio de 1950, con el fin de completar el período presidencial de Natalicio González, o sea, el quinquenio de 1948-1953. Dichas elecciones las gana sin más trámite el presidente Chaves, quien continuará en la presidencia provincial hasta 1953.   
En diciembre de 1952, con motivo de la situación económica de entonces, emite el Plan de Estabilización y Desarrollo, dicho plan es parte de un compromiso definido por parte del gobierno de adoptar ciertas medidas en el curso del año siguiente, para colocar al país sobre una base económica y financiera más firme

### Presidencia constitucional
Federico Chaves ejerció la presidencia provisional hasta 1953, cuando decide volver a candidatarse para el siguiente período 1953-1958. El 15 de febrero de 1953 se realizan las elecciones generales de 1953 en donde se repite el unicato, Federico Chaves se presenta como candidato único por el Partido Colorado, ganando efectivamente los comicios el 15 de febrero de 1953. El 15 de agosto de 1953 Federico Chaves jura nuevamente como presidente ante el Congreso. Así también se realizan en la misma fecha las elecciones generales de parlamentarios.  
Al ser reelecto Chaves, el país entró en una suerte de estabilización política tras varios años de anarquía. Sin embargo, no hubo mayores expresiones democráticas. La actividad política estaba restringida para los opositores, siguió vigente el estado de sitio y la prensa estuvo controlada y censurada por medios oficiales. El Partido Colorado se constituyó en partido único, pero sin las rencillas internas que apeligraban su estabilidad.  Al asumir Chaves la presidencia contaba con mayoría de miembros dentro de la Junta de Gobierno de la ANR, esto le posibilitó una relativa estabilidad a inicios de los años 50, los principales inconvenientes iniciaban apenas Chaves asumió su presidencia constitucional. 
Producto del desprestigio que fue adquiriendo la administración de Chaves, en mayo de 1951 el entonces ministro de defensa nacional José Zacarías Arza y el Comandante en Jefe general Emilio Díaz de Vívar renuncian a sus respectivos cargos al estar disconformes con la corrupción imperante en el gobierno. Es aquí cuando Chaves decide nombrar como su nuevo Comandante en Jefe al General de Artillería Alfredo Stroessner. Pronto, Stroessner conseguiría la plena confianza del presidente Chaves. Las antipatías recíprocas del Comandante en Jefe, el general Alfredo Stroessner, con el Comandante de la Caballería, Néstor Ferreira, anunciaban una próxima crisis. Pronto los hombres más poderosos del gobierno de Chaves serían Stroessner, Comandante en Jefe, y Epifanio Méndez Fleitas, político colorado y nombrado por Chaves como director del Banco Central del Paraguay.

#### Epifanio Méndez Fleitas: Un obstáculo para Chaves
Poco a poco iba surgiendo como líder político Epifanio Méndez Fleitas, quien pertenecía al mismo grupo político del presidente Chaves. Chaves al observar cómo su liderazgo comenzaba a ser opacado por Méndez, y para desprenderse de él, aprovechó una fuerte protesta de la Asociación Rural del Paraguay contra el administrador de la banca central. La puja de Méndez Fleitas con el sector ganadero cobró fuerza dado que los productores exigían un aumento que Epifanio consideraba desproporcionado. Desde 1950 hasta mediados de 1953, el kilo vivo del ganado vacuno pasó de 0.40 guaraníes a 2.20 guaraníes, y en septiembre de 1953, los ganaderos exigieron que se les pagara 5.20 guaraníes por kilo vivo, a lo cual Epifanio se opuso tenazmente. El 4 de enero sobrevino la crisis que provocaría su salida del Banco Central. 
Previo a la destitución de Méndez Fleitas, y tratando de despejar tantos rumores de inestabilidad, el 5 de enero de 1954 la Junta de Gobierno del Partido Colorado emitió un comunicado expresando su apoyo al presidente. El documento fue firmado incluso por Epifanio Méndez Fleitas. Sin embargo, hubo un apresto castrense ante el temor de que Epifanio acudiera a sus amigos militares para intentar deshacerse de Chaves. Quien más presionaba al Presidente para que se deshiciera de Méndez Fleitas era el comandante de la División de Caballería, teniente coronel Néstor Ferreira. Epifanio Méndez Fleitas tenía también otra enemiga dentro del círculo cercano a Chaves: Isabela Vallejos, la amante de Chaves, quien encabezaba su propio grupo económico y encontraba en el presidente del Banco Central del Paraguay un obstáculo para conseguir todas las divisas que necesitaban sus negocios. 
Cuando los adherentes a Méndez Fleitas se enteraron de que estaba ya decretada su salida del Banco Central, también se aprestaron para evitar este hecho. Y lo hicieron de manera común a la época, a las armas. El Jefe de Policía, Cnel. Esteban López Martínez, ordenó un alistamiento de sus fuerzas y el Batallón 40 se mantuvo en máxima alerta. Por su parte el Cnel. Néstor Ferreira preparó a los integrantes de la Caballería, que recibió el apoyo de milicianos colorados de Luque liderados por Rosa Agustín González, acérrimo opositor de Méndez Fleitas. En medio de las diferentes circunstancias acaecidas, el caudillo colorado fue destituido de su cargo el 6 de enero de 1954, a pesar de que este firmó su renuncia el 7 de enero de 1954.  
A consecuencia de la renuncia de Méndez Fleitas, presentaron también sus respectivas renuncias los ministros de Hacienda Guillermo Enciso Vellos, y del Interior, Tomás Romero Pereira, quienes eran nada menos que Presidente y Vicepresidente de la Junta de Gobierno del Partido Colorado, respectivamente, y en ese entonces decididos adherentes de Epifanio Méndez Fleitas.  

#### Crisis del 54
El conflicto entre Chaves y el Partido Colorado ya no tenía retorno. El 8 de enero, para completar el cuadro de cambios con el fin de limpiar su entorno de posibles conspiradores, Chaves nombró Jefe de la Policía de la Capital a su ahijado político y a una de las figuras jóvenes con mayor proyección en el coloradismo: Roberto Luis Petit Barúa, de 31 años de edad. A la destitución de Méndez Fleitas siguió una acrecentada crisis política. La salida Fleitas generó molestias tanto en el gabinete de Chaves como en la cúpula militar afín a Fleitas, empezaron a alejarse de la ya desgastada figura de Federico Chaves, quien comenzaba a perder liderazgo, su caída ya era inminente. 
La posición de Fleitas comenzaba a inquietar en otros frentes porque también dividía a las Fuerzas Armadas. Fleitas tenía aliados en la Marina y en la Caballería. Entre los jinetes estaba enfrentado al comandante Néstor Ferreira, pero contaba con el mayor Virgilio Candia, Comandante de uno de los regimientos del Arma, uno de sus incondicionales y hombre estimado en Campo Grande. La crisis interna dentro del Partido Colorado ya era incontrolable, generándose una amplia fragmentación en las agrupaciones internas de la mencionada agrupación política.  
El general Stroessner, Comandante en Jefe, comenzaba a despertar temor en el Gobierno debido a su creciente poder que amenazaba extenderse rápidamente fuera del seno de las Fuerzas Armadas. Uno de los principales oponentes al creciente poder de Stroessner era Roberto L. Petit quien comenzó a armar fuerzas policiales de modo a prever cualquier acto de insurgencia que pueda desatarse a futuro. La Caballería cada vez comenzaba a politizarse por intermedio de su jefe directo, el coronel Néstor Ferreira. Esto había molestado en demasía a los altos jefes militares, quienes veían como las influencias políticas iban cercenando a las Fuerzas Armadas ante la mirada ya apática del presidente Chaves, quien había perdido todo poder de liderazgo.

#### Confrontación Chaves-Stroessner
La confianza de Federico Chaves hacia su Comandante en Jefe, Alfredo Stroessner, se iba desvaneciendo conforme el liderazgo de Stroessner continuaba creciendo. En poco tiempo la confrontación comenzaba ya a inicios de 1954 cuando Stroessner acusaba al presidente Chaves de "flojo" al dejarse arrastrar por los acontecimientos. Además a Stroessner le molestaba la anuencia del Presidente Chaves con las actitudes del coronel Néstor Ferreira quien constantemente sobrepasaba la autoridad de Stroessner. Se polarizaron las fuerzas públicas. Por un lado, la Caballería y la Policía a favor de Chaves, mientras que el resto del Ejército respondía a Stroessner. 
Ante la inminencia de un choque, un grupo de colorados viajó a San Pedro del Paraná, donde se hallaba en su proscripción Epifanio Méndez Fleitas para interiorizarle de los últimos acontecimientos y analizar su opinión acerca de lo que había que hacer con el país a la deriva  y un partido sin mando firme. Ya entre las cúpulas militares y políticas se hablaba de la necesidad de posicionar a Stroessner como presidente dada su capacidad de líder y militar con la intención de pacificar la República, pues también la economía iba entrando a una recesión peligrosa. 
Los dirigentes del Partido Colorado, seguros de que los militares golpistas irían a buscar apoyo político en ellos, querían que a Chaves lo sucediera un civil. Un grupo propuso el cargo a Ángel Florentín Peña, quien se rehusó a aceptar la posibilidad, pues no quería traicionar a su amigo Federico Chaves. Mientras que en la estructura colorada se debatía aún sobre quién podría reemplazar a Chaves, se realizaron diversos ofrecimientos, pero ninguno aceptó dicho desafío, mientras que en las cúpulas militares contrarias a Chaves ya se sabía que el sucesor de Chaves sería el general Alfredo Stroessner.

### Golpe del 4 de mayo de 1954
La llegada de un golpe de Estado para deponer al debilitado presidente Federico Chaves era inminente, pero un hecho precipitaría las acciones. En la mañana del 3 de mayo fue detenido por orden directa del teniente coronel Ferreira, el mayor Virgilio Candia, comandante del Regimiento de Caballería N°3 "Cnel. Mongelós", amigo de Méndez Fleitas y adherente por entonces del general Stroessner (terminaría, como otros tantos, traicionado luego). La orden de arresto pertinente no había sido comunicada al Comandante en Jefe de las Fuerzas Armadas, general Alfredo Stroessner. Al enterarse de lo sucedido, Stroessner encaró a Chaves y lo increpó por haber permitido que Ferreira pasara sobre su autoridad. El enfrentamiento se acentuó y en la noche siguiente decidió entrar en acción. Previo a los acontecimientos, Stroessner hizo arrestar al Cnel. Ferreira.
Poco después de las 20:00 horas del 4 de mayo de 1954, el Batallón 40 atacó a la Policía. El tiroteo se hizo intenso en el microcentro de Asunción, principalmente en los alrededores del cuartel central de la policía de la Capital, donde murió su jefe, Roberto L. Petit B., víctima del ataque. La Primera División de Caballería, sin su comandante, quedó maniatada y no pudo entrar en combate. Stroessner emergió como dueño de la situación. 
En medio del golpe, el presidente Federico Chaves buscó refugio en el Colegio Militar, cuyo Director era el general Marcial Samaniego, camarada y amigo de Stroessner. Cuando Chaves quiso prevalecer ante Samaniego su condición natural de Comandante en Jefe de las Fuerzas Armadas -cargo que había delgado en Stroessner-, el capitán de Infantería Isaías Barreto le comunicó las malas nuevas a Chaves:  “Su excelencia, usted está preso”.
Finalmente a altas horas de la noche del 4 de mayo de 1954 Federico Chaves es obligado a firmar su renuncia, a lo cual accede en las últimas horas del 4 de mayo. Terminaba así el gobierno de Federico Chaves, que duró bastante tiempo tras aquella seguidilla de golpes de estado que en 1949 había hecho desfilar a nada menos que cuatro inquilinos en el Palacio de López. Uno de los principales factores que le jugó en contra a Chaves fue su falta de liderazgo y capacidad de toma de decisiones en el momento oportuno.

### Caída de Chaves
Al haber renunciado finalmente Federico Chaves, la Junta de Gobierno del Partido Colorado emitió un extenso comunicado a todas las seccionales del país, explicando los motivos por los cuales dicha Junta decidió apoyar al alzamiento militar contra el gobierno del también colorado Federico Chaves. Según el comunicado que fue emitido ya en fecha 17 de mayo de 1954, justificaron la ejecución del golpe con el argumento de que Federico Chaves trató de subvertir el orden en el seno del Partido, así como también los reiterados intentos del Comandante de la Caballería el teniente coronel Néstor Ferreira tenía "intromisión directa" en la política de Luque, ciudad en donde estaba asentada la Caballería. Fue de esa manera como la Asociación Nacional Republicana trató de endilgarse el protagonismo durante el golpe, no obstante, fueron los militares comandados por Stroessner quienes asumieron el comando armado de la acción.

## Aspectos generales de su presidencia
A inicios de los años 50, el Paraguay era un país mayoritariamente rural, en aquella época no existían muchas tecnologías agropecuarias en el campo. Se producía algodón, tabaco, madera, yerba y carne. En el Alto Paraguay se elaboraba el tanino, extracto de quebracho muy apreciado en aquel tiempo por su utilidad en el curtido de pieles y cueros. Ese producto significó durante mucho tiempo la mayor fuente de trabajo en la zona y permitió una apreciable calidad de vida para quienes se arriesgaban a ir a trabajar a esa norteña tierra del Chaco sobre el río Paraguay.

### La educación
Algunos analistas de aquella época se atrevían a señalar que el mayor inconveniente del Paraguay no era la pobreza sino la extrema ignorancia. En 1950 las cifras oficiales hablaban de un 40% de analfabetismo, pues solo el 60% de la población con más de 7 años de edad sabía leer y escribir. El analfabetismo reinaba, sobre todo, en una inmensa mayoría de las mujeres. En vastas regiones del país, la educación escolar de las mismas era considerada totalmente innecesaria pues reinaba el pensamiento primitivo de que la mujer no debía salir del hogar, tenía que dedicarse únicamente al cuidado de la casa y de los hijos, y para ello no era necesario que fuera a la escuela.
Por lo demás, los varones iban a la escuela lo estrictamente necesario para reconocer las letras y aprender la ejecución de las operaciones matemáticas básicas: suma y resta. Pronto dejaban de asistir pues sus padres los obligaban a ayudar en las labores de la agricultura. Quienes perseveraran, terminaran el ciclo primario y quisieran continuar escalando en la educación académica, debían trasladarse a Asunción, y eran muy pocos quienes tenían la posibilidad cierta de hacerlo. 
En 1954, en todo el país había solo 1.781 escuelas primarias que albergaban a 254.000 alumnos, para los cuales se contaba con 8.284 maestras. La enseñanza Media, que incluía colegios, liceos y escuelas normales, tenía 4.486 alumnos y 2.000 docentes. Es importante fijarse en la diferencia existente entre los matriculados en la primaria (254.000) y los escasos 4.486 que cursaban la secundaria. Apenas poco más del 2% de los estudiantes primarios llegaba a ingresar a la siguiente etapa. El nivel universitario también era sumamente pobre. En 1954 había una sola universidad con siete facultades y 2.265 estudiantes.

### Medidas económicas
En 1950, para tratar de solucionar el grave drama económico del país, mediante un decreto de  “de Defensa de la Economía Nacional” el Gobierno estableció un control de precios y de actividades comerciales que resultó un verdadero fracaso, pues solo originó un mercado negro terrible para la economía familiar. En 1951, el Gobierno decretó una moratoria de la deuda pública por su incapacidad de honrar los compromisos. No podía acceder a préstamos extranjeros y solamente la ayuda de Estados Unidos salvó la situación. El 7 de diciembre de 1951, el Banco Mundial le otorgó al Paraguay un crédito de cinco millones de dólares para la compra de equipos de agricultura y construcción de caminos.

La ciudadanía soportaba la falta de producción, la escasez de puestos de trabajo, el desabastecimiento y una inflación que en 1951 fue del 50% y al año siguiente trepó a 116,7%. 

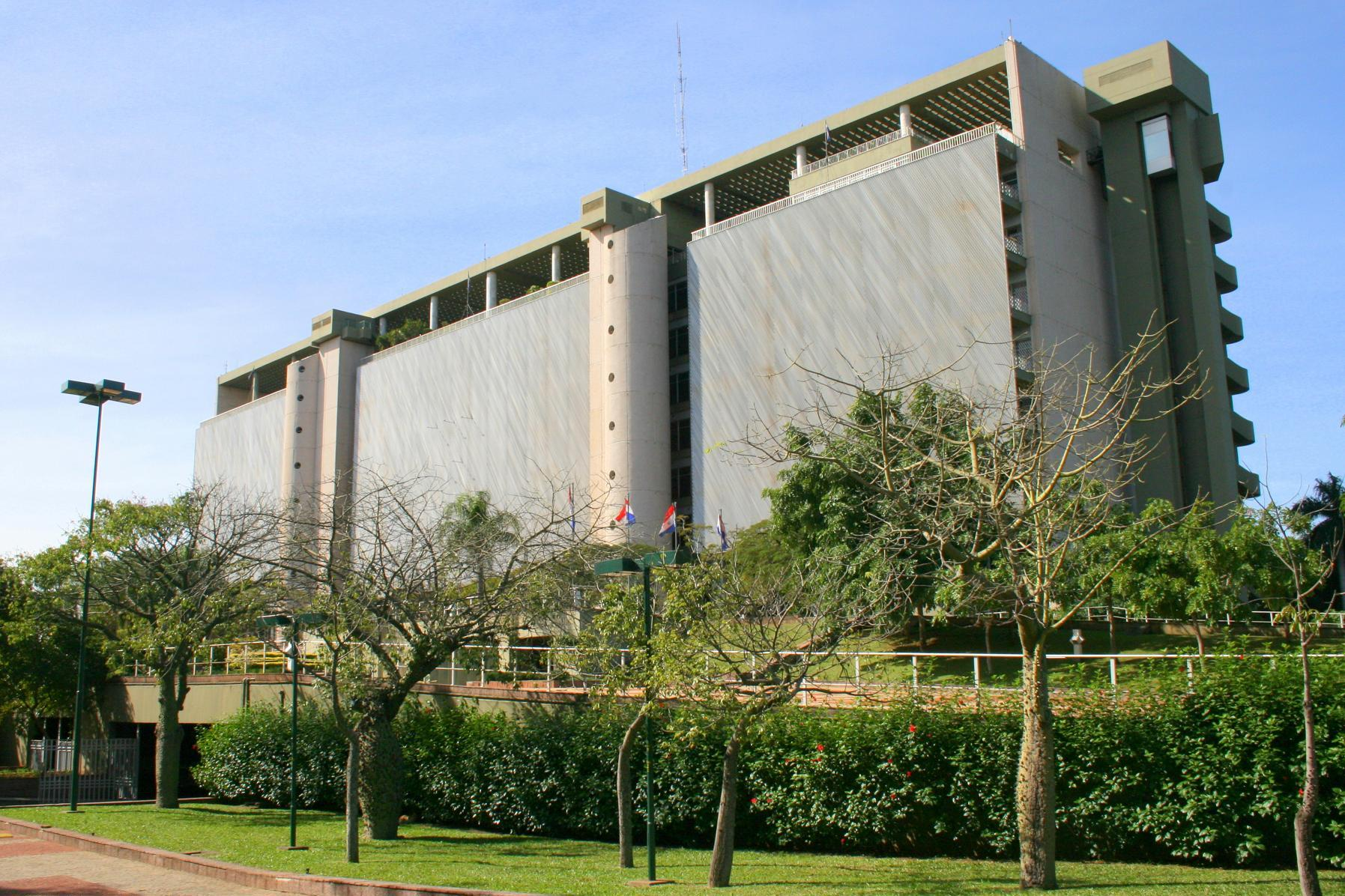
El 1 de julio de 1952 se promulga la ley que crea el Banco Central del Paraguay, bajo el gobierno de Federico Chaves.

 El caos económico era angustiante y persistía un mercado negro manejado por grupos especuladores que mercaban con las necesidades de la población, quienes se encontraban con serios inconvenientes económicos. En dicho marco dramático, en 1952 el gobierno de Chaves creó el Banco Central del Paraguay, para que se encargara de la emisión, el redescuento, la compra y venta de divisas y monedas extranjeras y la orientación de la política cambiaria y de crédito. 
Epifanio Méndez Fleitas, uno de los más connotados dirigentes del coloradismo, fue nombrado como primer presidente del ente. En octubre de ese mismo año, el presidente Federico Chaves había designado como Ministro de Hacienda a Guillermo Enciso Velloso, ideológicamente coincidente con Méndez Fleitas en cuanto a la "necesaria" fuerte intervención del Estado en la economía del país.
La investigadora Melissa Birch destaca que sobre esa base institucional y de hombres, la Comisión de Planeamiento del Fomento Económico elaboró en 1952 un primer programa de estabilización y desarrollo que incluía la reforma de los tipos de cambio, el equilibrio presupuestario, el fomento de la producción agrícola, manufacturera y de las exportaciones, restricción del crédito bancario, racionalización del control de precios y reformas de la administración central.  
En 1953 el Gobierno diseñó el denominado “Plan de Estabilización y Fomento Económico” en otro intento por encauzar la difícil realidad económica del Paraguay. En ello trabajaron Richard Berhendt, experto de Naciones Unidas, Enciso Velloso y Méndez Fleitas. Por la misma disposición se creaba la Comisión de Planteamiento Económico dependiente del Consejo Nacional de Coordinación Económica. Todo eso constituía un ensayo de planificación económica con cierto atisbo de orden y sistematización. Pero los problemas económicos no retrocedieron. En marzo de 1953 el ministro de Industria y Comercio, Bernardino Gorostiaga, informaba que la existencia de harina se estaba agotando y la posibilidad de que llegaran nuevas partidas de importación de la Argentina era difícil por falta de disponibilidad de dinero en la cuenta nacional en el país vecino. Se salvó la situación con una importación de emergencia desde el Uruguay. Esto demuestra el cúmulo de dificultades que existía en aquel tiempo para abastecer al país de los productos básicos. 

### Políticas diplomáticas
Federico Chaves siguió una serie de políticas de solidaridad interamericana y reforzó las relaciones Paraguay con los países vecinos y especialmente con la Argentina. En aquella época, la relación diplomática con la Argentina se iba haciendo estrecha. Fruto de este relacionamiento, el 14 de agosto de 1953 el gobierno paraguayo firmó en Buenos Aires el Convenio de Unión Económica Paraguayo-Argentina. Mediante este convenio se acordó un proceso de establecimiento de tarifas aduaneras con el fin ulterior de llegar a una unión aduanera. Establecía además la coordinación de las políticas económicas de los dos países, facilidades para la inversión argentina en el Paraguay y otras medidas. 
Dicho documento recibió no pocas críticas en nuestro país, porque mediante el mismo, supuestamente, se ataba el futuro económico del Paraguay a la Argentina de manera casi definitiva. El acuerdo por tres años pero podía ser extensible anualmente. Por su parte Epifanio Méndez Fleitas, presidente del Banco Central, lo defendió de manera absoluta. Aduciría posteriormente que aquello había posibilitado un aumento entre el 30 y el 50% de las exportaciones paraguayas a la Argentina, además de lograrse una rebaja sustancial en el precio de productos argentinos necesarios para el Paraguay, como el trigo, por ejemplo. 
El presidente Perón también fue un férreo abogado de tal Convenio -similar al que firmó con otros países sudamericanos-, y para ratificar su buena voluntad con el Paraguay, visitó nuestro país entre el 3 y el 5 de octubre de 1953. Para la Navidad de ese año, la FUNDACIÓN EVA PERÓN enviaría al Paraguay un tren con treinta vagones repletos de regalos para los niños pobres e institutos de caridad. Hubo además otras medidas en el ámbito educativo y cultural que sellaron un intenso estrechamiento en las relaciones entre Asunción y Buenos Aires. También la relación entre los Estados Unidos y Paraguay rindió sus frutos, ya que gracias a dichas relaciones se logró conseguir varios créditos económicos del gobierno de los Estados Unidos.    

### Políticas sociales
Durante los primeros años del gobierno de Chaves se vivió una relativa estabilidad política que con el correr de los años se fue diluyendo y desembocó en una anarquía que acabó con la presidencia de Chaves. En 1950, se realiza un censo poblacional que arroja los datos de que el país cuenta con aproximadamente 1.425.000 habitantes, de los cuales 20.000 son indígenas. 
En aquellos años, la principal actividad giraba en torno a la Capital, en donde los bares eran el centro de reunión vespertina, eran los lugares en donde se comentaban las principales aristas referidas al fútbol y la política. Cada día se hacía más recurrente el tímido reclamo ciudadano hacia la situación anárquica que vivía el país a inicios del año 1954. A comienzo de la década del 50, varios fueron los paraguayos destacados en áreas como la literatura, la poesía, la música, el teatro o el cine, muchos de aquellos paraguayos fueron al extranjero por pedido gubernamental de modo a expandir el arte paraguayo hacia otros lares.

## Obras
En el período que duró la administración de Federico Chaves, varias obras fueron realizadas:  
- Se rehabilitó la Escuela Superior de Guerra e inicia sus clases en el Liceo Militar “Acosta Ñu”;
- Iniciaron sus cursos importantes instituciones castrenses y policiales.
- En noviembre del año 1959, se le confirió a la Virgen de la Asunción, patrona de la República del Paraguay, el grado de Mariscala del Ejército Paraguayo.
- Comienzan a operar en la estación aeroportuaria de Ñú Guazú, las compañías internacionales Braniff, Panair do Brasil, Pluna y Real.
- Se exaltó la figura de José Gaspar Rodríguez de Francia y decreto mediante se lo consideró como "Padre de la nacionalidad paraguaya".
- Se creó la Federación de la Producción, la Industria y el Comercio (FEPRINCO).
- Se expropian 250 hectáreas en la localidad de Capiatá, para asiento del Colegio Militar “Mcal. Francisco Solano López”.
- En 1952, se creó el Banco Central del Paraguay.
- Inauguración del Hospital Central del IPS.
- Se inaugura en 1949, la fábrica de Cemento en Vallemí.

## Últimos años
Durante el golpe Federico Chaves fue apresado, no obstante fue liberado en el plazo de 48 horas. Posterior al golpe de Estado de 1954, Federico Chaves permaneció en el país hasta 1955 cuando el 27 de octubre de ese mismo año se concertó la unidad partidaria y al terminar en buenos términos con el gobierno de Alfredo Stroessner se le ofrece exilio diplomático en las embajadas paraguayas en Francia y España. Ya anciano, retorna al país con la anuencia gubernamental para pasar sus últimos años. 

### Fallecimiento
El 24 de abril de 1978 a la longeva edad de 96 años en la ciudad de Asunción fallecía el expresidente de la república Federico Chaves Careaga. La presidencia de Chaves terminó con el golpe liderado por su propio Comandante en Jefe, Alfredo Stroessner, sin embargo, la Junta de la Asociación Nacional Republicana proclamó duelo partidario por el plazo de tres días. Aquellos que en su momento habían sido sus verdugos, afirmaban que la partida de Chaves era una pérdida irreparable para la nación, pérdida de un hombre con grandes valores republicanos que le valieron un amplio liderazgo en su momento.
El gobierno presidido por Stroessner le rindió altos honores en su calidad de exjefe de estado, sus restos fueron trasladados hasta el Salón Independencia del Palacio de López, en donde importantes personalidades de la sociedad asuncena le presentaron sus respetos a los deudos. Además sendos discursos fueron pronunciados por los doctores Hipólito Sánchez Quell y Alberto Nogués. Horas posteriores a su responso, sus restos fueron trasladados desde el Palacio de los López hasta el Cementerio de la Recoleta, al iniciarse dicho traslado, salvas de artillería y los demás componentes de las Fuerzas Armadas homenajearon al extinto político. En el trayecto a la Recoleta, Stroessner encabezó el cortejo fúnebre hasta el camposanto. Finalmente, se decretó 8 días de duelo oficial, con todas las banderas de instituciones públicas a media asta, también las instituciones militares le rindieron homenaje al fallecido político y otrora hombre de poder, Federico Chaves Careaga. 